# 少女塔 (巴库)
少女塔，位于阿塞拜疆首都巴库老城里海岸边的一座12世纪兴建的古塔。2001年，该塔作为“巴库古城及其希尔万沙宫殿和少女塔”的一部分被列入世界遗产名录。少女塔是巴库的地标性建筑，也是阿塞拜疆的国家象征之一，也因此它被印在了阿塞拜疆的的纸币和官方信笺上面。少女塔属于2000年注册的世界遗产城墙围绕的巴库城及其希尔万沙宫殿和少女塔的一部分。
少女塔内是一座展示巴库市历史演变的博物馆，以及一家礼品店。在塔顶可以看到巴库老城的全貌、巴库滨海大道和辽阔的巴库湾。纳吾肉孜节期间的夜里，少女塔顶会点燃火盆庆祝。